# ATC 코드 D02
ATC 코드 D02는 ATC 코드의 피부 연화제 및 보호제로 작용하는 약물을 정리한 코드이다.

ATC 코드 D 피부과의 하위그룹을 이룬다.
동물용 의약품을 위한 코드(ATCvet 코드)의 경우 인체의약품 코드 앞에 Q가 들어가게 된다. 예 : QD02.

## D02A 피부 연화제 및 보호제

### D02AE 카바미드 제품
D02AE01 Carbamide
D02AE51 Carbamide, combinations

## D02B자외선차단제

### D02BA 국소사용 자외선 차단제
D02BA01 Aminobenzoic acid
D02BA02 Octinoxate

### D02BB 전신사용 자외선 차단제
D02BB01 Betacarotene